# Krzysztof Słowiński (leśnik)
Krzysztof Grzegorz Słowiński (ur. 9 marca 1973) – polski leśnik, doktor habilitowany nauk rolniczych, profesor na Uniwersytecie Rolniczym im. Hugona Kołłątaja w Krakowie, specjalista od mechanizacji prac leśnych oraz techniki leśnej.

## Kariera naukowa
W 1997 roku na Uniwersytecie Rolniczym im. Hugona Kołłątaja w Krakowie uzyskał tytuł magistra inżyniera w zakresie techniki rolniczej i leśnej. W tym samym roku został zatrudniony na tejże uczelni, a w 2003 roku na jej Wydziale Leśnym uzyskał stopień doktora nauk rolniczych w zakresie leśnictwa na podstawie rozprawy  pt. Techniczno-eksploatacyjne aspekty mechanizacji wybranych prac szkółkarskich, której promotorem był Józef Walczyk. W 2014 roku ten sam wydział nadał mu stopień doktora habilitowanego nauk rolniczych w dyscyplinie leśnictwa na podstawie pracy pt. Wpływ promieniowania mikrofalowego wyemitowanego do nieodkażonego podłoża szkółkarskiego na przeżywalność i wybrane cechy jakościowe sadzonek sosny zwyczajnej Pinus sylvestris L..